# Piranshahr
Piranshahr (persiska پيرانشهر) är en stad i den iranska provinsen Västazarbaijan. Den är belägen i den nordvästra delen av landet, i östra Kurdistan, och har cirka 90 000 invånare. Staden ligger i regionen Mukryan, söder om Urmiasjön, i en trång dal på en höjd av runt 1 300 meter över havet.
Piranshahr är en av Irans äldsta städer och dess grundvalar går tillbaka till den förislamiska eran av Iran och Medien.
Läskunnigheten är 97 %.[källa behövs]